# Julien de Mallian
Julien Étienne Charles de Mallian né à Basse-Terre (Guadeloupe) le 4 octobre 1805 (12 vendémiaire an 14) et mort dans l'ancien 8e arrondissement de Paris le 3 mars 1851, est un auteur dramatique français.

## Biographie
Il fait des études de droit qu'il abandonne rapidement pour s'occuper de compositions dramatiques. Ses pièces, souvent uniquement signées de son prénom, ont été représentées sur les plus grandes scènes parisiennes du XIXe siècle : Théâtre de la Gaîté, Théâtre de l'Ambigu, Théâtre de la Porte-Saint-Martin, Théâtre des Variétés, etc.

## Œuvres
- La Cuisine au salon, ou le Cuisinier et le marmiton, pièce en 1 acte, mêlée de couplets, avec Dumanoir, 1828
- La Semaine des amours, roman vaudeville en 7 chapitres, avec Dumanoir, 1828
- Le Jour de médecine, vaudeville en un acte, avec Gustave Dalby et Dumanoir, 1828
- L'Audience du juge de paix, ou le Bureau de conciliation, tableau en 1 acte, avec Charles de Livry, 1829
- La Barrière du combat, ou le Théâtre des animaux, 2 tableaux mêlés de bêtes et de couplets, avec de Livry et Adolphe de Leuven, 1829
- Frétillon ou la Bonne Fille, vaudeville en 1 acte, précédé de La Première représentation, comédie historique en 3 parties, avec Dumanoir et Michel Masson, 1829
- Le Charpentier, ou Vice est pauvreté, vaudeville populaire en 4 tableaux et précédé du Jour de la noce, prologue en 1 petit acte, 1830
- La Monnaie de singe, ou le Loyer de la danseuse, comédie-vaudeville en 1 acte, avec Dumanoir, 1830
- Le Voyage de la mariée, imitation contemporaine de la Fiancée du roi de Garbe, avec Dumanoir et de Leuven, 1830
- Camille Desmoulins, ou les Partis en 1794, drame historique en cinq actes, avec Henri-Louis Blanchard, 1831
- Le Fossé des Tuileries, revue-vaudeville en 1 acte, avec Dumanoir et Victor Lhérie, 1831
- La Perle des maris, comédie-vaudeville en 1 acte, avec Jean-François-Alfred Bayard et Dumanoir, 1831
- Saint-Denis, ou Une insurrection de demoiselles, chronique de 1828, en 3 actes, mêlés de couplets, avec Dumanoir, 1831
- La Jolie Fille de Parme, drame en 3 actes et en 7 tableaux, précédé d'un prologue, avec Jules-Édouard Alboize de Pujol, 1832
- Le Dernier Chapitre, comédie-vaudeville en 1 acte, avec Dumanoir et Mélesville, 1832
- L'Homme qui bat sa femme, tableau populaire en 1 acte, mêlé de couplets, avec Dumanoir, 1832
- Le Secret de la future, vaudeville en 1 acte, avec Léon-Lévy Brunswick, 1832
- Les Deux Roses, drame historique en 5 actes, 1833
- Les Fileuses, comédie-vaudeville en 1 acte, 1833
- Les Tirelaines, ou Paris en 1667, comédie-vaudeville en 3 actes, avec Dumanoir, 1833
- Le Juif errant, drame fantastique en 5 actes et 1 épilogue, avec Merville, 1834
- Turiaf le pendu, comédie en 1 acte, avec Dumanoir, 1834
- Les Dernières Scènes de la fronde, drame en 3 actes, 1834
- Le Curé Mérino, drame en 5 actes, avec Bernard et Pierre Tournemine, 1834
- L'Honneur dans le crime, drame en cinq actes, 1834
- La Nonne sanglante, drame en cinq actes, avec Anicet Bourgeois, 1835
- Roger, ou le Curé de Champaubert, drame-vaudeville en 2 actes, avec Armand d'Artois, 1835
- Un de ses frères, souvenir historique de 1807, mêlé de couplets, avec Dumanoir, 1835
- La Fille de Robert Macaire, mélodrame comique en 2 actes, avec Mathieu-Barthélémy Thouin, 1835
- La Tache de sang, drame en 3 actes, musique de Philippe-Alexis Béancourt, avec Auguste-Louis-Désiré Boulé, 1835
- Le Vagabond, drame populaire en 1 acte, avec Cormon, 1836
- L'Esclave Andréa, drame en 5 actes, 1837
- La Dame de Laval, drame en 3 actes et 6 tableaux, 1837
- Henriette Wilson, comédie-vaudeville en 2 actes, avec Dumanoir, 1837
- Le Réfractaire, ou Une nuit de la mi-carême, vaudeville en deux actes, avec Eugène Cormon, 1837
- Thomas Maurevert, drame en 5 actes précédé d'un prologue, 1837
- La Croix de feu ou les Pieds noirs d'Irlande, mélodrame en 3 actes, avec Louis-Marie Fontan, 1838
- Deux Vieux Garçons, vaudeville en 1 acte, avec Émile Vanderburch, 1838
- La Femme au salon et le Mari à l'atelier, comédie-vaudeville en 2 actes, avec Cormon, 1838
- Le Massacre des innocents, drame en cinq actes, avec Fontan, 1839
- La Fille de l'émir, drame en 2 actes, 1839
- Le Perruquier de l'empereur, drame en 5 actes, avec Charles Dupeuty, 1841
- Les Brigands de la Loire, drame en 5 actes, avec Félix Dutertre de Véteuil, 1842
- Le Diable des Pyrénées, drame en 3 actes, 1842
- Marie-Jeanne ou la Femme du peuple, drame en 5 actes, avec Adolphe d'Ennery, 1845
- Une expiation, drame en 4 actes, mêlé de chant, 1845
- Le Château des sept tours, précédé de Les français en Égypte, épisode de 1799, prologue, drame en 5 actes, avec Pujol, 1846
- La Révolution française, drame en 4 actes et 16 tableaux, avec Fabrice Labrousse, 1847
- Le Moulin des tilleuls, opéra-comique en 1 acte, avec Cormon, 1849

## Adaptations cinématographiques
- 1914 : Marie-Jeanne ou la Femme du peuple de Georges Denola